# أدواردو بيكاري
أدواردو بيكاري (1843-1920) (بالإنجليزية: Odoardo Beccari)‏ هو عالم نبات إيطالي.

## نباتات وصفها أدواردو بيكاري
- دوريان حلو
- دوريان سلحفاتي
- دوريان متقارب
- دوريان نفاذ
- كوريفة صغيرة التفرع
- كوريفة لوكومتية
- نملاوية ألبرتيسية
- نملاوية جناحية

## نباتات منسوبة إلى أدواردو بيكاري
- أغلايا بيكارية
- رقوءة بيكارية
- نملاوية بيكارية